# Vas sanguini
Els vasos sanguinis són part del sistema circulatori i transporten la sang pel cos. Els vasos més importants són els capil·lars, que permeten l'intercanvi d'aigua i substàncies entre la sang i els teixits.
Els vasos sanguinis són conductes tubulars, d’un diàmetre variable que oscil·la entre algunes mil·lèsimes de mil·límetre i alguns centímetres, la funció dels quals és transportar i distribuir la sang des del cor cap als teixits i viceversa. Segons la funció i les característiques morfològiques, hom diferencia tres menes de vasos sanguinis: les artèries, els capil·lars i les venes.
Les artèries s’encarreguen de dur la sang des del cor fins als teixits de tot l’organisme. El diàmetre de la llum de les artèries oscil·la d’1 mm a 3 cm.
Les parets arterials són formades per tres capes de teixits: la més externa, la túnica adventícia, és una membrana prima constituïda per teixit conjuntiu i fibres elàstiques; la intermèdia, anomenada túnica mitjana o groga, es compon de fibres musculars i elàstiques disposades transversalment; la més interna, denominada túnica íntima, consta de cèl·lules epitelials envoltades de fibres longitudinals elàstiques.